# Dr Phibes – den fasansfulle
Dr Phibes – den fasansfulle (även känd som Den avskyvärde Dr. Phibes eller Den blodtörstige hämnaren i Sverige) är en brittisk skräckkomedi från 1971 i regi av Robert Fuest, producerad av Ronald S. Dunas samt Louis M. Heyward och skriven av William Goldstein, James Whiton samt Fuest. I Den blodtörstige hämnaren består handlingen av hur doktor Anton Phibes (Vincent Price) beskyller ett medicinskt arbetslag för sin frus (Caroline Munro) död fyra år tidigare. Phibes väljer att ta sin hämnd på dem och som inspiration för detta använder han Egyptens tio plågor från det gamla testamentet. Den blodtörstige hämnarens art déco-dekor, svarta humor och Prices skådespel har gjort både denna film, samt uppföljaren Dr. Phibes kommer tillbaka, till kultfilmer.